# Dzielne żółwie: Następna mutacja
Wojownicze żółwie ninja – następna mutacja (ang. Ninja Turtles: The Next Mutation lub Hero Turtles: The Next Mutation, 1997–1998) – kanadyjsko-amerykański serial aktorski. Bohaterami serii są Mistrz Splinter – szczur i czwórka żółwi znanych z seriali animowanych i komiksów Wojownicze Żółwie Ninja – Leonardo, Michaelangelo, Donatello i Raphael, a także kobieta żółw – Venus de Milo.
Serial był emitowany w Polsce na kanale Fox Kids. Liczy 26 odcinków. Pierwsze 18 odcinków zostało wydane w Polsce na czterech płytach DVD.

## Fabuła
Podczas walki z klanem Stopy żółwie ninja spotykają nowego żółwia o imieniu Venus de Milo. Wykorzystuje ona swoje umiejętności do pokonania Shreddera i zniszczenia klanu Stopy. Następnie pomaga Żółwiom, gdy grupa złych smoków dowodzona przez Władcę Smoków ucieka z zaklętego szkła i chce przejąć świat.

## Wersja polska
Opracowanie i udźwiękowienie wersji polskiej: na zlecenie Fox Kids – Studio Eurocom

Reżyseria: Małgorzata Boratyńska

Tłumaczenie i dialogi:
- Katarzyna Precigs (odc. 1, 3-4, 6, 9, 11, 13-15),
- Elwira Trzebiatowska (odc. 2, 5, 7, 16-17),
- Zbigniew Borek (odc. 10, 12, 18, 26)

Dźwięk i montaż:
- Jacek Kacperek (odc. 1, 3-4, 6),
- Piotr Bielawski (odc. 2, 5, 7, 9-11, 13-14, 16-17),
- Jacek Gładkowski (odc. 12, 15, 18, 26)

Kierownictwo produkcji:
- Marzena Omen-Wiśniewska (odc. 1, 3-4, 6, 12, 15, 18),
- Jerzy Wiśniewski (odc. 2, 5, 7, 9-11, 13-14, 16-17, 26)

Udział wzięli:
- Elżbieta Bednarek – Venus de Milo
- Józef Mika – Leonardo
- Tomasz Bednarek – Michaelangelo
- Wojciech Paszkowski – Raphael
- Jacek Kopczyński – Donatello
- Adam Bauman – Splinter
- Dariusz Odija – Dragon Lord
- Jarosław Boberek – Wick
- Jan Janga-Tomaszewski –
  - Chang Lee (odc. 1),
  - Shredder (odc. 2)
- Robert Tondera – Shredder (odc. 1, 17)
- Krzysztof Zakrzewski – Silver
- Stefan Knothe – Simon Bonesteel
- Radosław Pazura

i inni
Tekst piosenki: Dariusz Paprocki

Śpiewali: Adam Krylik i Piotr Gogol
Lektor: Dariusz Odija

## Spis odcinków
| N/o            | Polski tytuł              | Angielski tytuł      |
| -------------- | ------------------------- | -------------------- |
|                |                           |                      |
| SERIA PIERWSZA |                           |                      |
|                |                           |                      |
| 01             | Na zachodzie wiele nowego | East Meets West      |
| 02             | Na zachodzie wiele nowego | East Meets West      |
| 03             | Na zachodzie wiele nowego | East Meets West      |
| 04             | Na zachodzie wiele nowego | East Meets West      |
| 05             | Na zachodzie wiele nowego | East Meets West      |
|                |                           |                      |
| 06             | Venus dorasta             | Staff Of Bu-Ki       |
|                |                           |                      |
| 07             | Żądza Złota               | Silver & Gold        |
|                |                           |                      |
| 08             | Szalony Profesor          | Meet Dr. Quease      |
|                |                           |                      |
| 09             | Krew nie woda             | All in the Family    |
|                |                           |                      |
| 10             | Czy można zaufać?         | Trusting Dr. Quease  |
|                |                           |                      |
| 11             | Ale gratka!               | Windfall             |
|                |                           |                      |
| 12             | Żółwia impreza            | Turtles Night Out    |
|                |                           |                      |
| 13             | Złap mutanta              | Mutant Reflections   |
|                |                           |                      |
| SERIA DRUGA    |                           |                      |
|                |                           |                      |
| 14             | Chytry plan               | Truce Or Consequence |
|                |                           |                      |
| 15             | Awaria systemu            | Sewer Crash          |
|                |                           |                      |
| 16             | Małpi rozum               | Going Ape            |
|                |                           |                      |
| 17             | Wróg mojego wroga         | Enemy of My Enemy    |
|                |                           |                      |
| 18             | Król Wick                 | King Wick            |
|                |                           |                      |
| 19             | Porządny smok             | The Good Dragon      |
|                |                           |                      |
| 20             | Gość                      | The Guest            |
|                |                           |                      |
| 21             | Mało braterska miłość     | Like Brothers        |
|                |                           |                      |
| 22             | Uwolnij moje serce        | Unchain My Heart     |
| 23             | Uwolnij moje serce        | Unchain My Heart     |
| 24             | Uwolnij moje serce        | Unchain My Heart     |
| 25             | Uwolnij moje serce        | Unchain My Heart     |
|                |                           |                      |
| 26             | Baba z wozu?              | Who Needs Her        |
|                |                           |                      |